# St. Maria Magdalena (Tennenlohe)

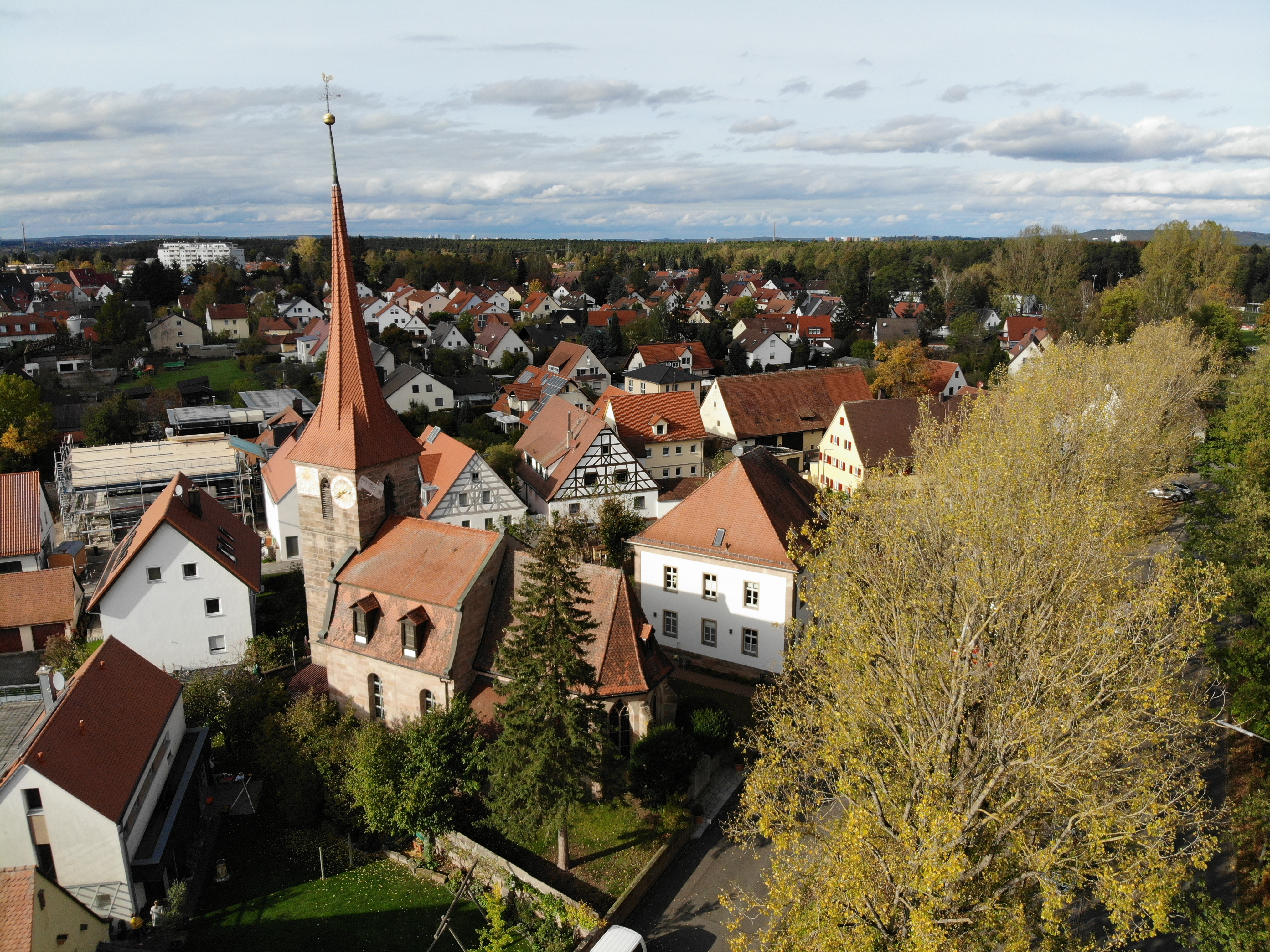
St. Maria Magdalena (Tennenlohe)

Die denkmalgeschützte, evangelisch-lutherische Pfarrkirche St. Maria Magdalena steht in Tennenlohe, einer Gemarkung im Stadtteil Südost in der kreisfreien Stadt Erlangen (Mittelfranken, Bayern). Die Kirche ist unter der Denkmalnummer D-5-62-000-921 als Baudenkmal in der Bayerischen Denkmalliste eingetragen. Die Kirchengemeinde gehört zum Dekanat Erlangen im Kirchenkreis Nürnberg der Evangelisch-Lutherischen Kirche in Bayern.

## Beschreibung
Die Saalkirche wurde Mitte des 15. Jahrhunderts erbaut. Sie besteht aus einem zwischen 1766 und 1768 barockisierten, mit einem Mansarddach bedeckten Langhaus, einem eingezogenen, von Strebepfeilern gestützten Chor mit 5/8-Schluss im Osten und einem Kirchturm im Westen, dessen oberstes Geschoss die Turmuhr und den Glockenstuhl beherbergt, und der mit einem achtseitigen Knickhelm bedeckt ist. Neben dem Zifferblatt an der Südseite befindet sich eine Sonnenuhr. 
Der mit doppelstöckigen Emporen an drei Seiten ausgestattete Innenraum des Langhauses ist mit einem Tonnengewölbe überspannt. Der Chor ist innen mit einem Netzgewölbe überspannt. Über dem Chorbogen befindet sich eine Kartusche mit dem Wappen der Stadt Nürnberg. 
Zur Kirchenausstattung gehören ein Altar mit einem Altarretabel von 1836, eine Kanzel von 1768 und ein Sakramentshaus aus dem dritten Viertel des 15. Jahrhunderts. Die Orgel mit 12 Registern, zwei Manualen und einem Pedal wurde 1982 von Ekkehard Simon gebaut.